# Оцесць
Оцесць (пол. Ocieść) — село в Польщі, у гміні Радзанув Білобжезького повіту Мазовецького воєводства.
Населення — 173 особи (2011).
У 1975—1998 роках село належало до Радомського воєводства.

## Демографія
Демографічна структура станом на 31 березня 2011 року:
|          | Загалом | Допрацездатний вік | Працездатний вік | Постпрацездатний вік |
| -------- | ------- | ------------------ | ---------------- | -------------------- |
| Чоловіки | 93      | 19                 | 65               | 9                    |
| Жінки    | 80      | 16                 | 40               | 24                   |
| Разом    | 173     | 35                 | 105              | 33                   |